# Melocos
Melocos és un grup de pop-rock espanyol procedent d'El Puerto de Santa María, Cadis, formada per cinc integrants: Jaime Terrón (veu), Gonzalo Alcina (guitarra), Manu Jurado (guitarra), Andrés Ortiz (bateria) i Antonio Suárez (baix).
Els components de Melocos es van conèixer al col·legi Guadalete de llur ciutat i començaren la seva trajectòria professional actuant en diversos locals i en diverses fires de pobles propers al seu durant mesos. D'aquí començaren a estendre els seus concerts per alguns locals de la nit madrilenya (Chesterfield, sala la SAL...) i al Col·legi Major San Juan Evangelista, més conegut com "El Johnny". Finalment, el 2006, enregistraren una maqueta (gran part dels temes escrits per Andrés Ortiz i Gonzalo Alcina) que els portaria a signar amb la companyia discogràfica Sony BMB/Peps Records. A partir d'aquest gran moment per a la carrera d'aquest grup, comencen un difícil procés d'enregistrament a l'estudi de gravació de Madrid sota la direcció d'Alejo Stivel, descobridor de grans promeses i de grups nous al panorama musical espanyol.
El 20 de febrer del 2007 surt a la venda llur primer EP Melocos, debutant amb el seu tema Cada Golpe (Cada cop). Els temes tenen influències dels Despistaos, Maná, Jaume Anglada, El Canto del Loco i Hombres G. Uns temes lleugers, que tracten sobre l'amistat, l'amor, el carpe diem...
El 14 d'abril de 2009, Melocos publica el seu segon àlbum: Somos (Som). Produït per Fernando Montesinos, és una col·lecció de cançons que van des del power-pop amb riffs de rock-and-roll fins a certs apunts brit, passant per alguna cosa de reggae-ska, temes de construcció clàssica, etc.

## Discografia

### Melocos(2007)
1. Así
2. Cada golpe
3. Cuando me vaya
4. Fuiste tú
5. Eva
6. Habrá mejores días
7. Vinilos
8. No quiero ser
9. Edimburgo
10. Perdido en tu estación
11. En vuestra compañía

### MelocosReedició (2008)
1. Así
2. Cada Golpe
3. Cuando Me Vaya
4. Fuiste Tú
5. Eva
6. Habrá Mejores Días
7. Vinilos
8. No Quiero Ser
9. Edimburgo
10. Perdido En Tu Estación
11. En Vuestra Compañía
12. Cuando Me Vaya (junt amb Natalia Jiménez)

### Somos(2009)
1. Tus pájaros
2. Somos
3. La chica ideal
4. Está claro
5. Calles mojadas
6. Por hablar
7. Tú te vas
8. No llores más
9. Tan lejos - amb HaAsh
10. Si me quieres ayudar
11. Te pido que vengas - amb Dani de Despistaos